# Mansfield (Texas)
Pour les articles homonymes, voir Mansfield.
La ville de Mansfield est située dans les comtés d’Ellis, Johnson et Parker, dans l’État du Texas, aux États-Unis. Elle comptait 56 368 habitants lors du recensement de 2010.

## Source
- (en) Cet article est partiellement ou en totalité issu de l’article de Wikipédia en anglais intitulé « Mansfield, Texas » (voir la liste des auteurs).